# Pandora’s Box (Chandeen-album)
A Pandora’s Box a Chandeen nevű német együttes válogatáslemeze, mely 2004-ben jelent meg a Kalinkaland Records kiadásában.

## Az album dalai
1. At Worlds Edge	– 2:55
2. Siren's Call – 6:58
3. Time Walk – 5:46
4. A Dream Within Dream – 4:59
5. Drift – 3:42
6. Scottish Hills – 9:02
7. Before Sunrise – 6:05
8. Echoes – 4:29
9. Silent Gods – 7:35
10. To the Wild Roses – 8:08
11. Jutland – 8:06
12. Breathing Spirit – 5:57
13. Tides of Life – 3:42